# Paul Eyschen
Pour les articles homonymes, voir Eyschen.
Paul Eyschen, né à Diekirch le 9 septembre 1841 et décédé à Luxembourg le 11 octobre 1915, est un homme politique luxembourgeois, chef de gouvernement de 1888 à 1915.

## Biographie
Après avoir fait ses études de droit dans les universités de Paris et de Bonn, Paul Eyschen revient à Luxembourg en 1865 et s'y inscrit au barreau. La politique l'intéresse alors et se fait élire député du canton de Wiltz en 1866.
En tant que plus jeune député de la Chambre en 1868, il est désigné rapporteur de la nouvelle Constitution entérinée le 17 octobre 1868.
Pendant la guerre de 1870, il se porte volontaire auprès des colonnes de secours luxembourgeoises sur les champs de bataille de Metz et de Sedan.
De 1875 à 1888, Paul Eyschen représente le Luxembourg auprès du gouvernement de l'Empire allemand. Parallèlement, il entre au gouvernement de Blochausen le 7 juillet 1876 en qualité de directeur général de la Justice et des Travaux Publics.
Le 22 septembre 1888, il est nommé Président du gouvernement en remplacement de Édouard Thilges par le Grand-duc Guillaume III. Son mandat de chef du gouvernement durera 27 ans sans interruption au cours duquel il donnera à son pays une législation en matière sociale en faisant voter en 1901 une loi sur l'assurance obligatoire des ouvriers contre les maladies, en 1902 contre les accidents, en 1911 contre la vieillesse et l'invalidité.
Sa mort intervenue dans la nuit du 11 au 12 octobre 1915 met fin à son mandat.

## Décorations
- Grand-croix de la Légion d'honneur (promotion 1901)[2]